# Vulture Music
Pour les articles homonymes, voir Vulture (homonymie).
Vulture Music est un label français indépendant fondé en 2000 par Alan Braxe (pour l'état civil Alain Quême) Le premier morceau et aussi premier succès du label est Intro, sorti en 2000. Celui-ci est considéré comme étant un emblème de la French touch, il a réussi à se promouvoir hors la scène électronique.
En 2016, lors d'une interview, Alan Braxe a déclaré qu'il n'a jamais eu la volonté de sortir des morceaux régulièrement sur son label. Vulture est un moyen pour lui de rencontrer des gens, d'écouter des démos ou de terminer des morceaux. S'il estime qu'un morceau serait parfait sur un vinyle, il le publierait sans soucis sur son label.

## Historique

### Les débuts du label
À la suite du grand succès de Music Sounds Better with You, Alan Braxe eu la volonté de posséder un label dédié à ses morceaux et à ceux de ses amis. Il fonde Vulture Music en 2000 et publie le single Running. Intro, première piste du single, connait un succès retentissant, propulsant alors le label nouvellement créé.
Il s'ensuit un grand nombre de singles d'Alan Braxe en collaboration avec Fred Falke,.
En 2005, Vulture sort The Upper Cuts, une compilation de tous les titres et collaborations d'Alan Braxe sortis jusqu'alors.

### Diversification des artistes
En 2005, Discopolis marque un tournant dans l'histoire de Vulture: c'est la première fois qu'un titre dont Alan Braxe n'est pas l'auteur sort sur le label.
Depuis, de nombreux artistes, tels que Sedat The Turkish Avenger, Lifelike, Das Glow, Fenech Soler, ont été produits par Vulture.

### Les Vulture Parties au Social Club
En 2011, Vulture lance le concept des « Vulture Parties » au Social Club de Paris qui sont organisées tous les trois mois environ. De nombreux artistes sont au rendez-vous, dont Alan Braxe, DJ Falcon, Das Glow, et bien d'autres.
Les Vulture Parties n'ont plus lieu depuis la fermeture du Social Club.

### Le retour de Vulture
Après la fermeture du Social Club, Alan Braxe fit une pause à sa carrière musicale laissant son label à l'abandon.
En 2019, après 5 ans d'inactivité, Vulture est de retour sur la scène musicale. Alan Braxe annonce qu'il sortira un nouvel EP, nommé The Ascent, le 15 novembre sur le label, et que d'autres sont à venir.
Un morceau d'Alan Braxe et Madj'ik intitulé Inner Circles est annoncé pour 2020. Une version non terminée est d'ores et déjà disponible sur la chaine YouTube du label.

## Discographie
| Année | Artiste                                                | Titre                                    | Type        | Date de sortie    | Catalogue |
| ----- | ------------------------------------------------------ | ---------------------------------------- | ----------- | ----------------- | --------- |
| 2000  | Alan Braxe & Fred Falke                                | Running                                  | Single      | 1er avril 2000    | VULT 001  |
| 2002  | Alan Braxe & Fred Falke                                | Palladium / Penthouse Serenade           | Single      | 6 mars 2002       | VULT 002  |
| 2003  | Alan Braxe & Fred Falke                                | Love Lost                                | Single      | 14 février 2003   | VULT 003  |
| 2003  | The Paradise (Alan Braxe & Romuald Lauverjon)          | In Love With You                         | Single      | 14 février 2003   | VULT 004  |
| 2004  | Alan Braxe & Fred Falke                                | Rubicon                                  | Single      | 22 mars 2004      | VULT 005  |
| 2004  | Alan Braxe & Fred Falke                                | Rubicon                                  | Maxi        | 2004              | VULT 007  |
| 2005  | Alan Braxe And Friends                                 | The Upper Cuts                           | Compilation | juin 2005         | VULT 010  |
| 2005  | Lifelike & Kris Menace                                 | Discopolis                               | Single      | 20 juin 2005      | VULT 012  |
| 2005  | Defender (Alan Braxe, Fred Falke & Géraud Lafarge)     | Defender / Bliss                         | Single      | 4 novembre 2005   | VULT 013  |
| 2006  | Stars On 33 (Lifelike & Kris Menace)                   | I Feel Music In Your Heart               | Single      | 1er juin 2006     | VULT 014  |
| 2007  | Alan Braxe & Kris Menace                               | Lumberjack                               | Single      | 11 juin 2007      | VULT 015  |
| 2008  | Sedat The Turkish Avenger                              | Genesis / Sunrise                        | Single      | 10 décembre 2008  | VULT 016  |
| 2009  | Lifelike                                               | Sunset / Sequencer                       | Single      | 10 février 2009   | VULT 017  |
| 2009  | Das Glow                                               | I Want To Wake Up With You / 12 Volts    | Single      | 10 mai 2009       | VULT 018  |
| 2009  | Fenech Soler                                           | The Cult Of Romance                      | Single      | 10 mai 2009       | VULT 019  |
| 2009  | Palermo Disko Machine                                  | Vesuvia / Theme of Palermo Disko Machine | Single      | 10 octobre 2009   | VULT 020  |
| 2010  | Visitor                                                | Los Feeling                              | Single      | 21 juin 2010      | VULT 021  |
| 2010  | Pacific!                                               | Narcissus                                | Album       | 1er novembre 2010 | VULT 022  |
| 2010  | Pacific!                                               | Narcissus                                | Single      | 18 octobre 2010   | VULT 023  |
| 2011  | Pacific!                                               | Unspoken                                 | Single      | 18 avril 2011     | VULT 024  |
| 2011  | Kids At Midnight                                       | The Chase                                | Single      | 21 février 2011   | VULT 025  |
| 2011  | Starsmith                                              | Lesson One                               | EP          | 22 août 2011      | VULT 026  |
| 2012  | Kids At Midnight                                       | Let You Slide                            | EP          | 5 mars 2012       | VULT 027  |
| 2012  | Human Life                                             | Don’t Fade Away                          | EP          | 2 avril 2012      | VULT 028  |
| 2013  | Alan Braxe & The Spimes (Madj'ik et Romuald Lauverjon) | One More Chance                          | Single      | 25 janvier 2013   | VULT 029  |
| 2013  | Alan Braxe & The Spimes (Madj'ik et Romuald Lauverjon) | Moments In Time EP                       | EP          | 5 mars 2013       | VULT 030  |